# Liliana Cavani
Liliana Cavani (Carpi, Itália, 12 de janeiro de 1933) é uma diretora e roteirista italiana, particularmente conhecida por seu filme Il portiere di notte (O Porteiro da Noite), de 1974, o qual lançou a atriz Charlotte Rampling para o estrelato internacional.

## Filmografia selecionada
- O retorno do talentoso Ripley (2002)
- Dove siete? Io sono qui (1993)
- Francesco (1989)
- The Berlin Affair (1985)
- Oltre la porta (1982)
- La pelle (1981)
- Al di là del bene e del male (1977)
- Milarepa (1974)
- Il portiere di notte (1974)
- L'ospite (1971)
- I cannibali (1970)
- Galileo (1969)
- Francesco d'Assisi (1966)